# Chiesa di Santa Margherita di Catello
La chiesa di Santa Margherita di Catello o di Castello è stato un luogo di culto cattolico presente nel XV secolo a Villa d'Adda  in Provincia di Bergamo.

## Storia
La chiesa fu citata da Donato Calvi nel Seicento prima chiesa della località Castello che erroneamente veniva detta Catello:
(Donato Calvi - Delle chiese e della Diocesi di Bergamo)
Il testo di Donato Calvi, fu sicuramente rimaneggiato da qualche scrittore locale che ne ha leggermente modificato i dati reali, ma la presenza della chiesa è comunque documentata dalle visite pastorali. Nel 1463 la chiesa è indicata come aggregata a quella antica di Sant'Andrea di Catello. Del 1485 è il lascito testamentario del valligiano Vanolo Locatelli per tre chiese di Villa d'Adda: Sant'Andrea e San Martino nonché di santa Margherita perché vi fossero celebrate quattro messe ogni anno in suo suffragio.

La chiesa fu però da subito abbandonata dai fedeli, forse per la sua posizione dislocata dall'urbano cittadino, e poco sorretta dalle offerte e dai lasciti dei suoi abitanti. Viene nuovamente citata nel 1610 nella visita pastorale di Federico Borromeo: 
(Archivio della curia di Milano)
Tracce della chiesa sono riscontrabili nelle mappe di confine allegate alle relazioni di Lodovico Donà datate 1617, dove sono indicati fabbricati, o resti di essi in prossimità della riva dell'Adda.
La chiesa fu quindi lasciata in disuso, e velocemente cadde in un grave stato di abbandono fino a non lasciare nessuna traccia, se non sulla sommità della collina che ne porta il nome, dove restano tracce di un'antica torre e cumuli di terra che potrebbero indicare il luogo dove si trovava il luogo di culto, e forse anche la presenza di un piccolo borgo poi abbandonato.
A memoria dell'antica chiesa, era stata eretta un'edicola ai piedi del colle di Santa Margherita 